# ツュループィンシク (ミサイル艇)
U151 ツュループィンシク(ウクライナ語:U151 Цюрупинськツュループィンスィク)は、ウクライナのミサイル艇(Ракетний катер)である。艇名は、南ウクライナ・ヘルソーン州の都市の名に因む。ロシア語名はツュルーピンスク(Цюрупинскツュルーピンスク)。

## 概要

### 建造
U151 ツュループィンシクは、ソ連時代に206MR号計画「ヴィーフリ」型大型ミサイル艇の9番艇として建造された。建造時の名称はR-251(Р-251エール・ドヴィェースチ・ピヂスャート・アヂーン)で、スレドネ＝ネーフスキイ造船工場で起工された。1981年には竣工し、クリミア自治共和国チェルノモールスコエに本拠を置く黒海艦隊第296ミサイル艇旅団第41ミサイル艇戦隊に配属された。

### 独立ウクライナ
ソ連が崩壊すると、黒海艦隊に所属していた206MR型大型ミサイル艇の帰属はロシア海軍とウクライナ海軍の間で争われることになった。最終的にR-251は1995年12月30日付けでロシア海軍を除籍となり、ウクライナ海軍へ編入された。1996年1月10日には南ウクライナの都市の名に因んでU151 ツュループィンシクと改称された。
その後、ウクライナ海軍では財政的な事情と艇自体の老朽化により206MR型ミサイル艇の退役を進めた。ツュループィンシクは2002年には海軍を除籍され、解体のためトルコに売却された。
ツュループィンシクの退役は、搭載する主砲を新造コルベット・テルノーピリに再利用するためであったとされる。テルノーピリはキーウで建造中であったが、造船所には新造艦のための主砲の在庫がなく、さらにロシアからの購入も失敗に終わった。ツュループィンシクから主砲を入手したテルノーピリは、2006年にようやく竣工することができた。